# Schistocichla brunneiceps
Schistocichla brunneiceps е вид птица от семейство Thamnophilidae.

## Разпространение
Видът е разпространен в Боливия и Перу.